# Abbatiale de Saint-Gall
Pour les articles homonymes, voir Saint-Gall (homonymie).
L'abbatiale de Saint-Gall ou abbatiale Saints-Gall-et-Otmar ou cathédrale de Saint-Gall, est l'abbatiale catholique, de style Baroque tardif Rococo néo-classique du XVIIIe siècle de l'abbaye de Saint-Gall du VIIe siècle, à Saint-Gall en Suisse alémanique en Suisse. Dédiée à Saint Gall de Suisse et Saint Othmar de Saint-Gall, l'ensemble de l'abbaye de Saint-Gall est inscrit au patrimoine mondial de l'Organisation des Nations unies pour l'éducation, la science et la culture (UNESCO) depuis 1983. L'abbatiale, et la bibliothèque de l'abbaye de Saint-Gall du IXe siècle sont inscrits à l'Inventaire suisse des biens culturels d'importance nationale et régionale.

## Histoire
L'ancienne abbatiale de style carolingienne du IXe siècle est construite probablement selon le célèbre Plan de Saint-Gall. L'abbaye de Saint-Gall du VIIe siècle et sa bibliothèque de l'abbaye de Saint-Gall (de style baroque triomphant) du IXe siècle du bord du lac de Constance sur les frontières suisse allemande et suisse autrichienne sont durant tout le Moyen Âge carolingien, puis féodal, un des centres culturels les plus importants, prestigieux et influents du Saint-Empire romain germanique, de l'Occident chrétien, et de l'Expansion du christianisme au Moyen Âge.

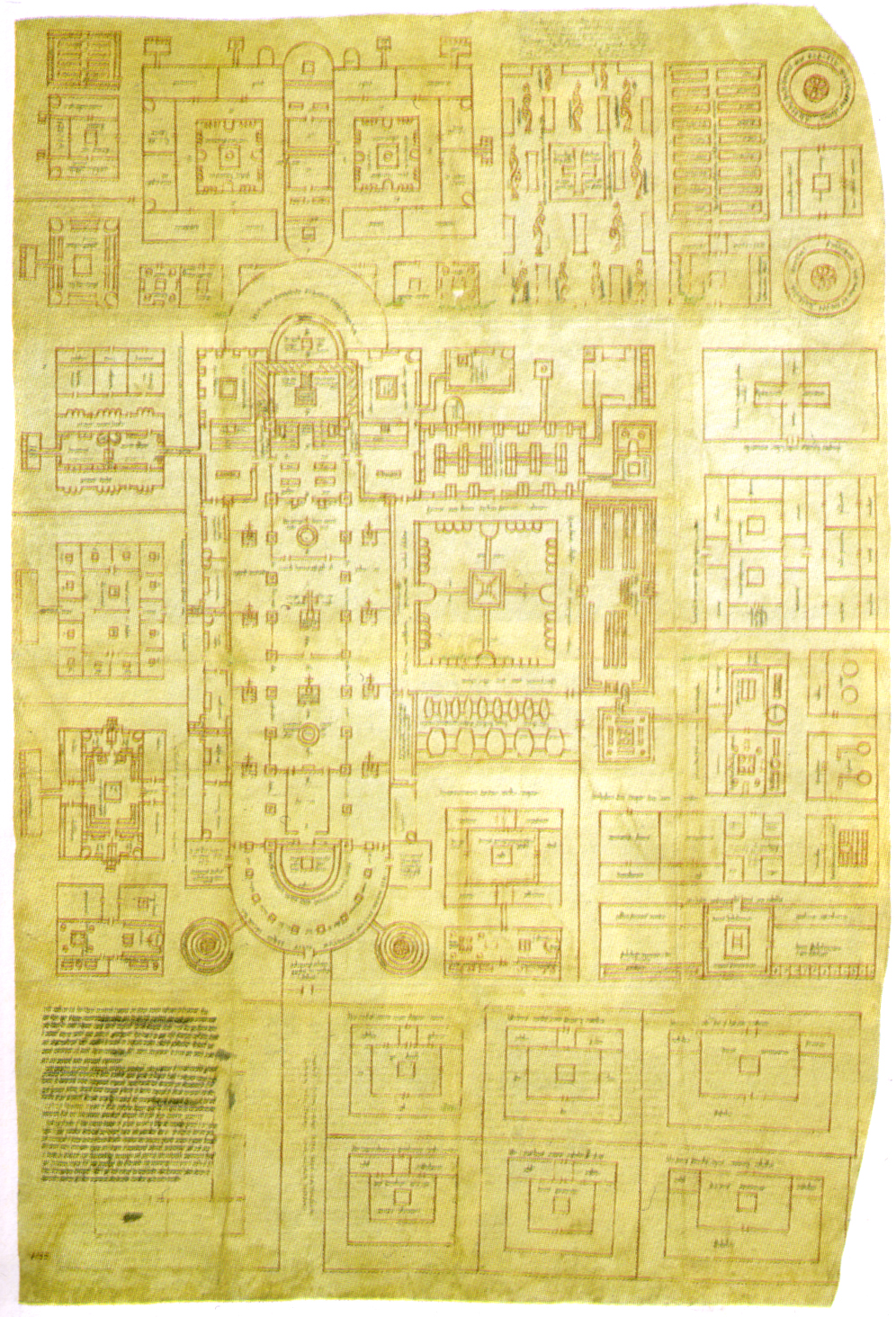
Plan de Saint-Gall du IXe siècle.
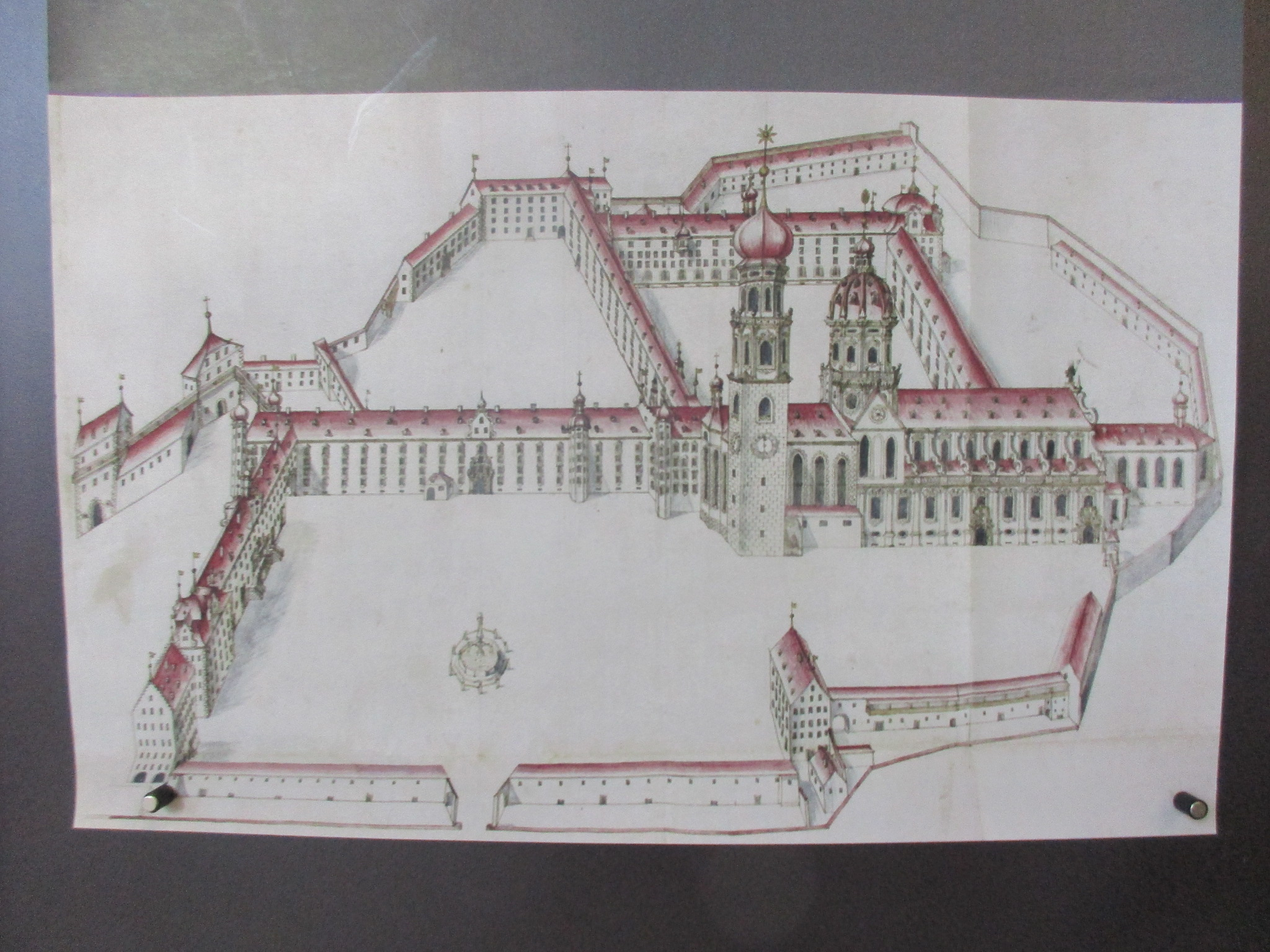
Ancienne abbaye et abbatiale carolingienne.
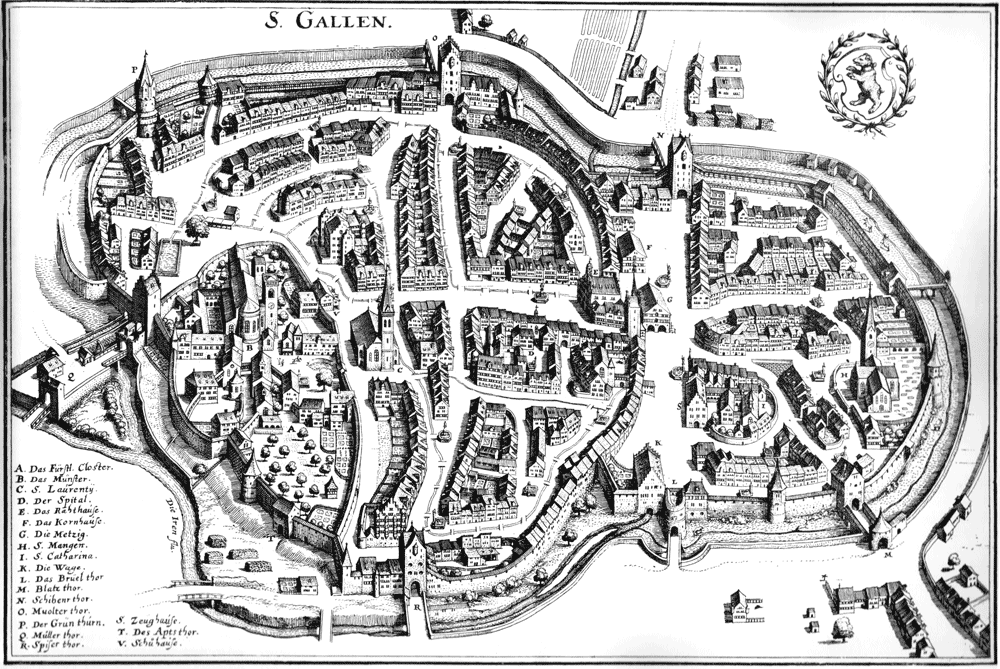
Saint-Gall en 1642.
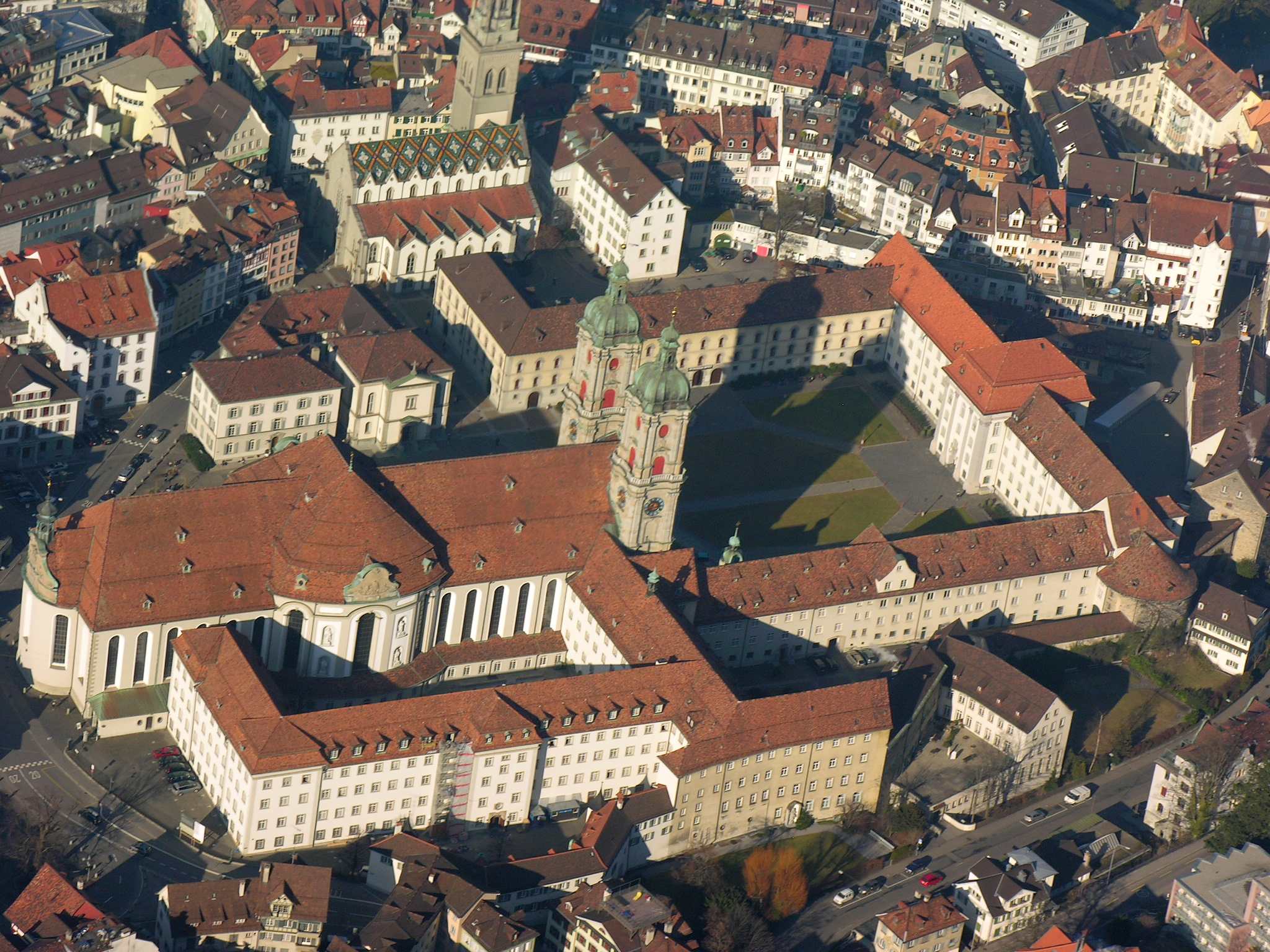
Actuelle abbaye de Saint-Gall.

Au XVIIIe siècle, l'abbé Célestin II Gugger de Staudach fait entièrement reconstruire la Bibliothèque de l'abbaye de Saint-Gall, ainsi que l'abbatiale devenue vétuste, sur la base des plans de style Baroque Rococo des architectes Gabriel Loser et Johann Caspar Bagnato,. Peter Thumb assure la construction de la nef et de la rotonde, entre 1755 et 1757. La démolition de l'ancien bâtiment débute le 2 mai 1755, alors que la première pierre de la nouvelle église est posée le 29 août 1756 sur les anciennes cryptes du IXe siècle, par l'abbé Célestin II Gugger de Staudach.

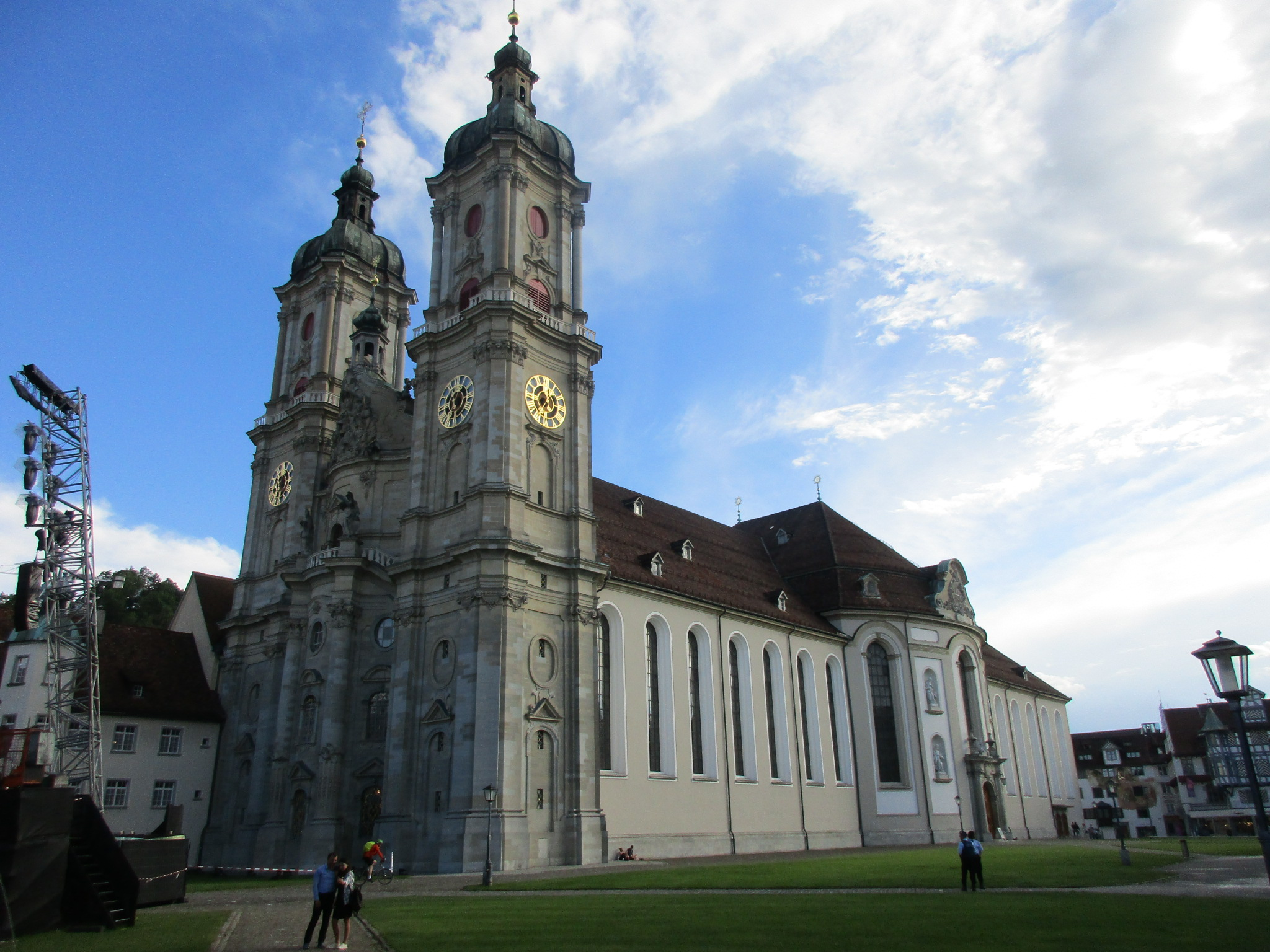
Style Baroque tardif Rococo / néo-classique.
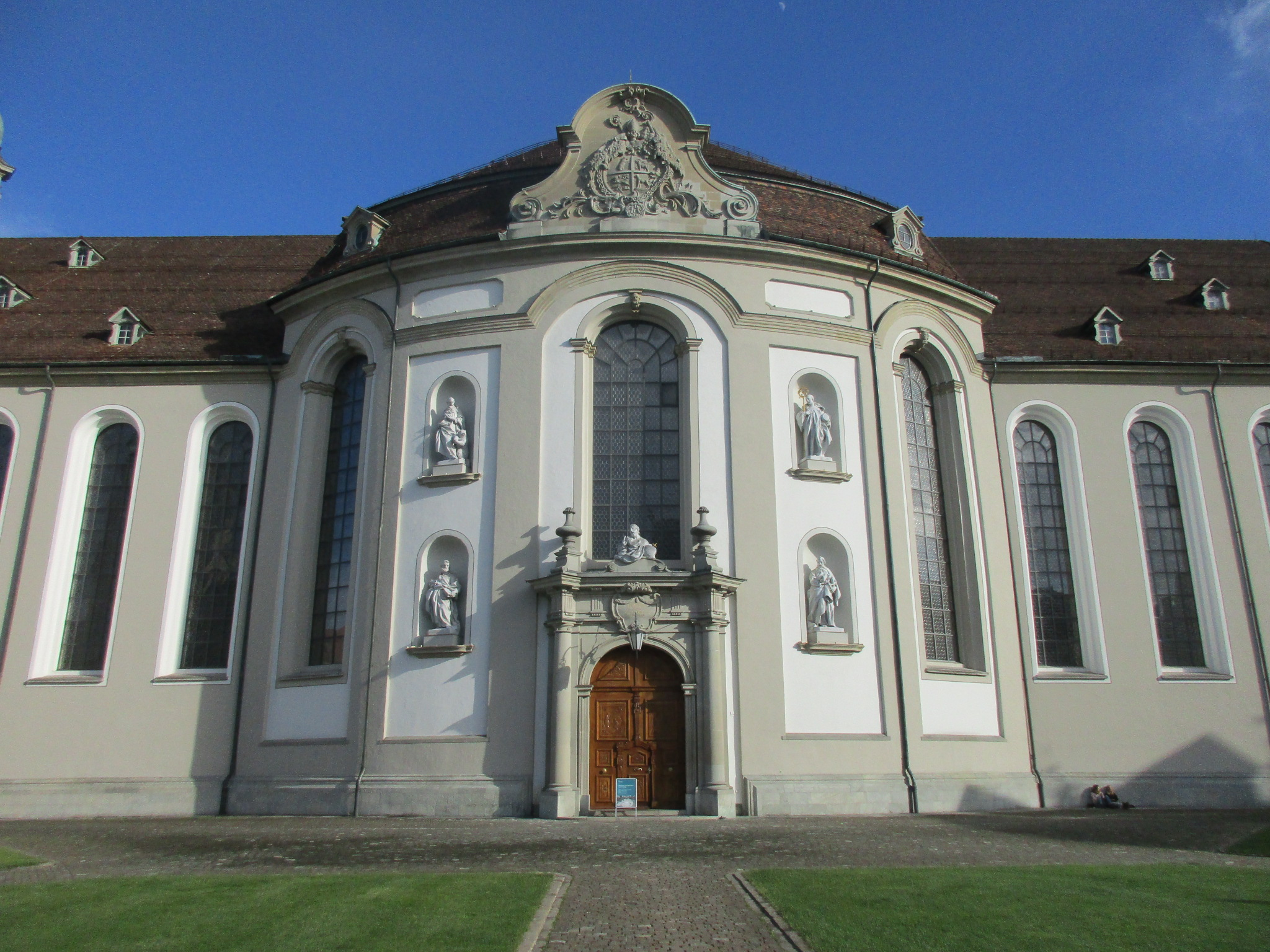
Entrée principale sur la rotonde néo-classique.
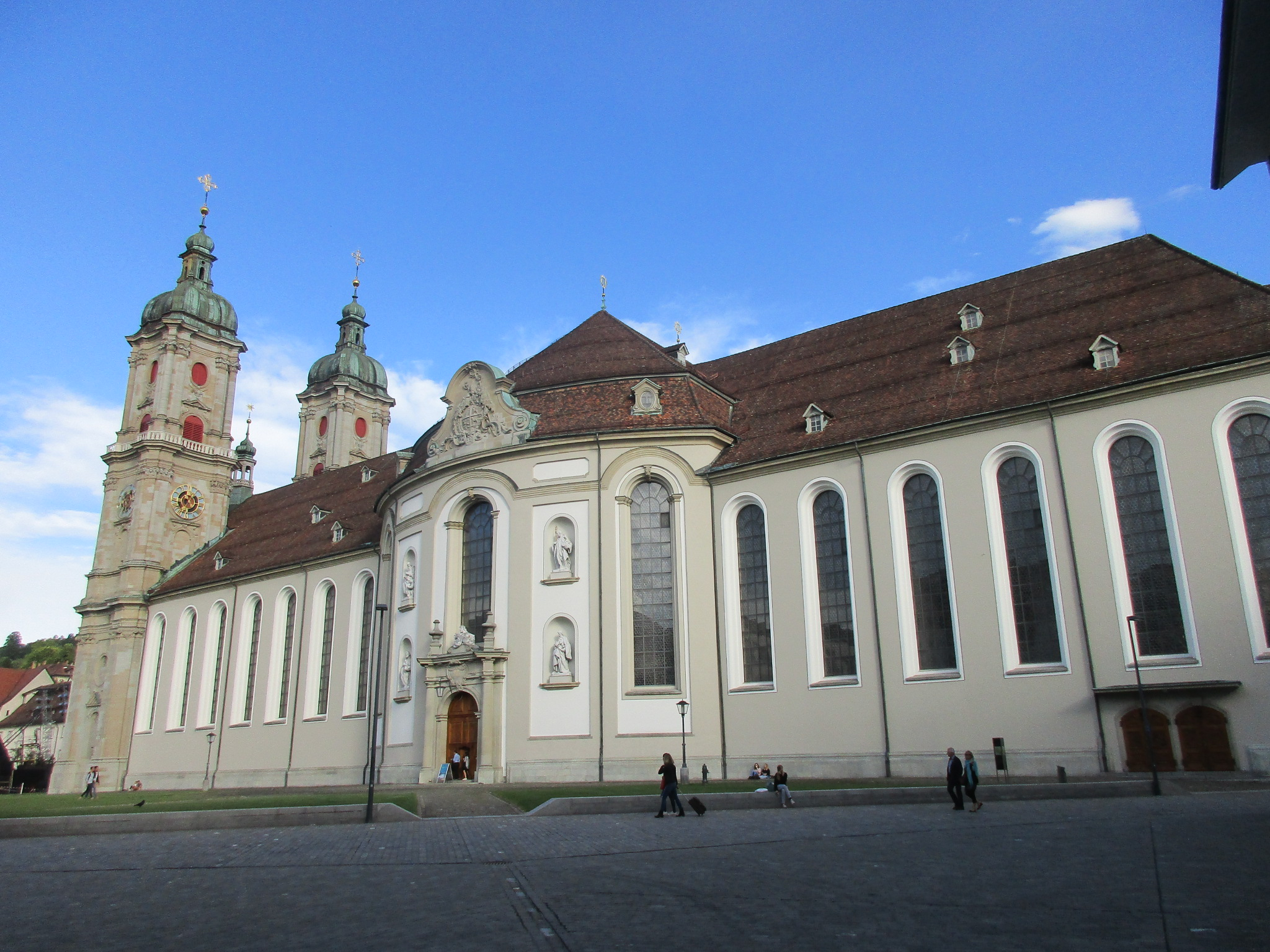
Façade latérale néo-classique.
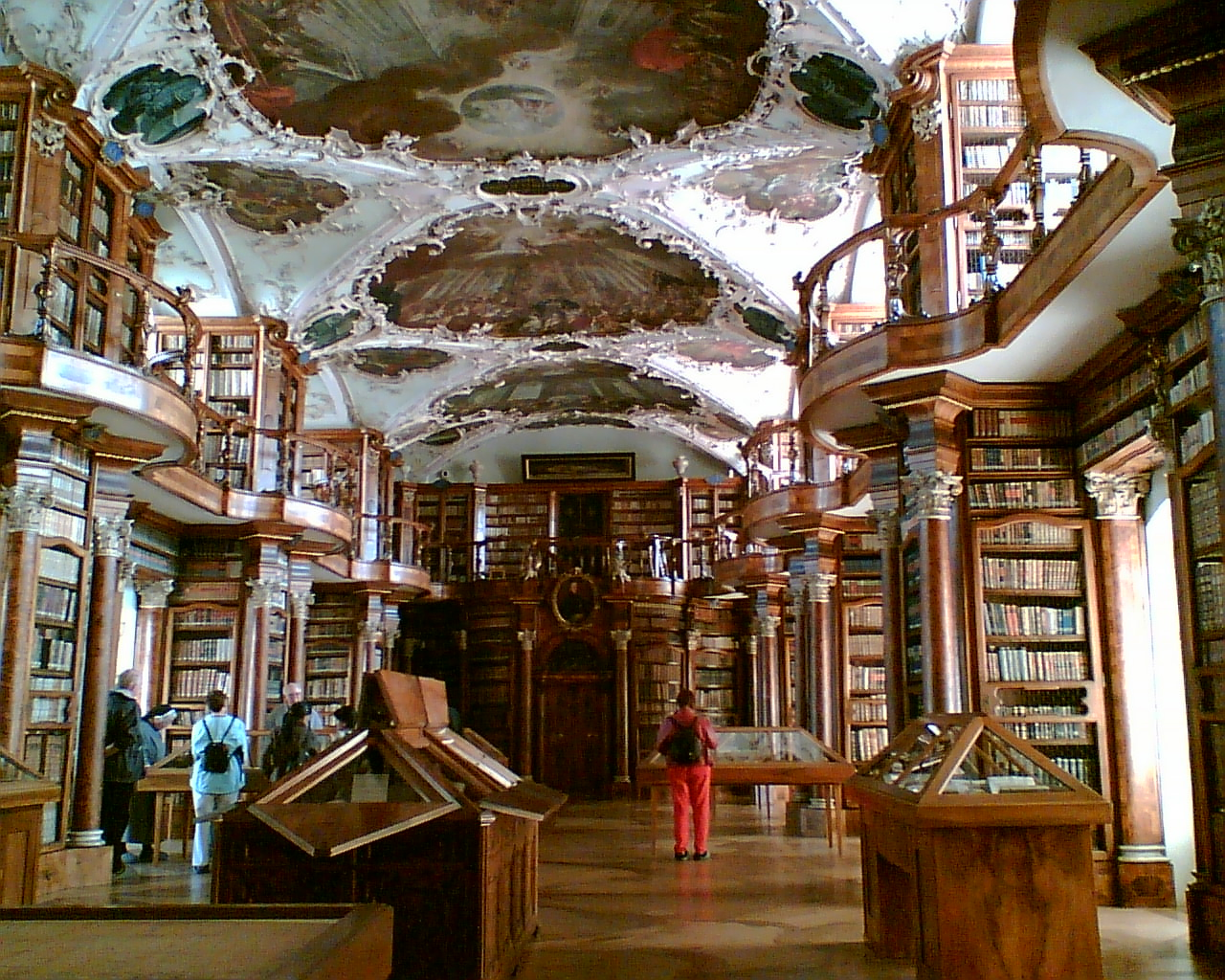
Bibliothèque de l'abbaye de Saint-Gall de style Baroque Rococo.

La décoration intérieure et extérieure a été commandé à l'artiste Johann Christian Wentzinger pour 52 000 florins ; il n'a cependant pas personnellement beaucoup travaillé sur le bâtiment, mais s'est contenté de concevoir et planifier la réalisation. Les travaux sur la nef ont été terminés à l'été 1760, et l'église a été consacrée le 15 novembre 1760. Le chœur, pour sa part, ne sera construit qu'en 1760. Jusqu'alors, c'est l'ancien chœur gothique qui servait d'église temporaire. Les deux flèches ont été terminées en 1766, alors que les derniers travaux d'intérieur ont duré jusqu'en 1772. Le dôme de la nef mal exécuté oblige à des premiers travaux de rénovation dès 1773.

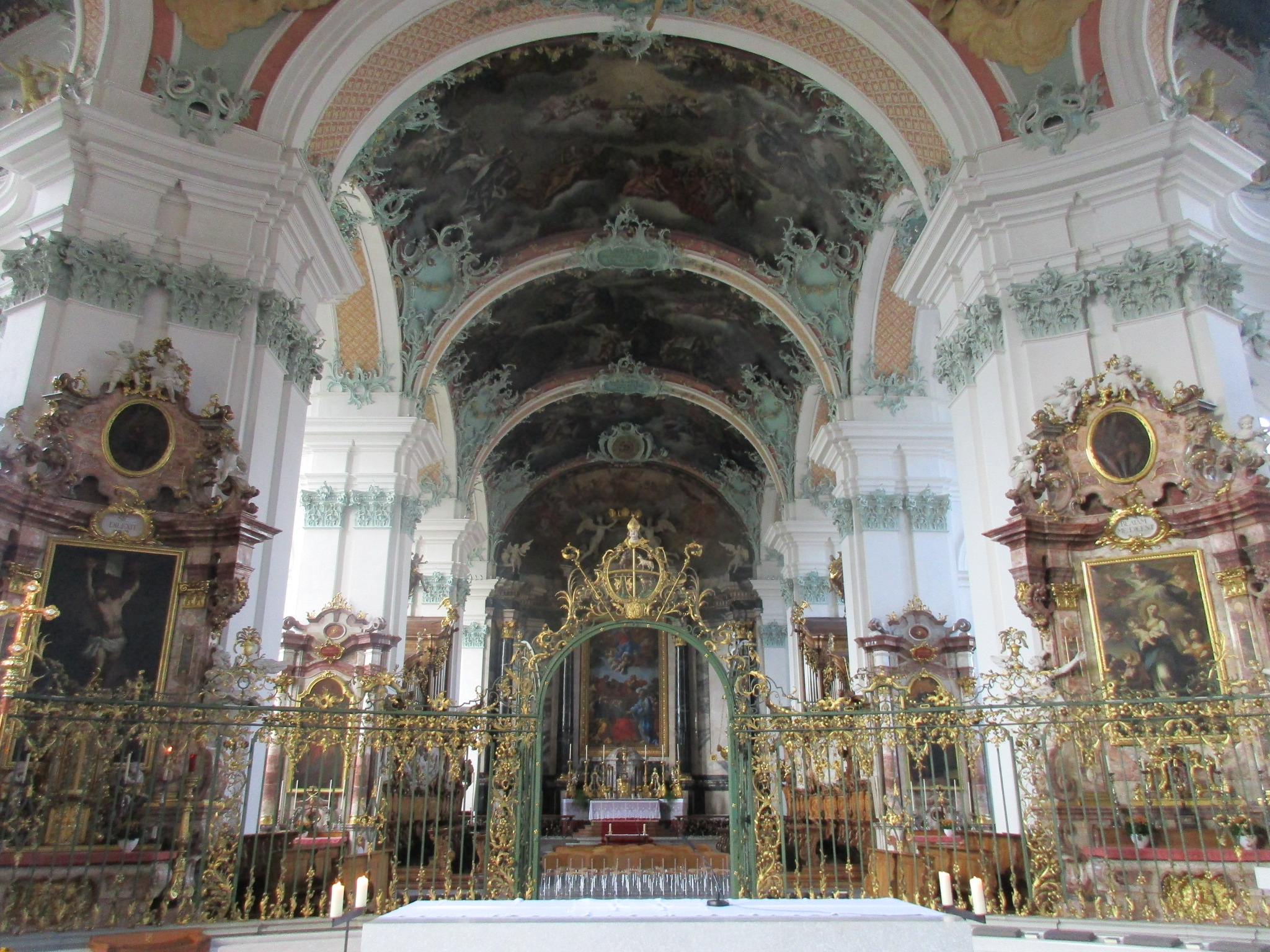
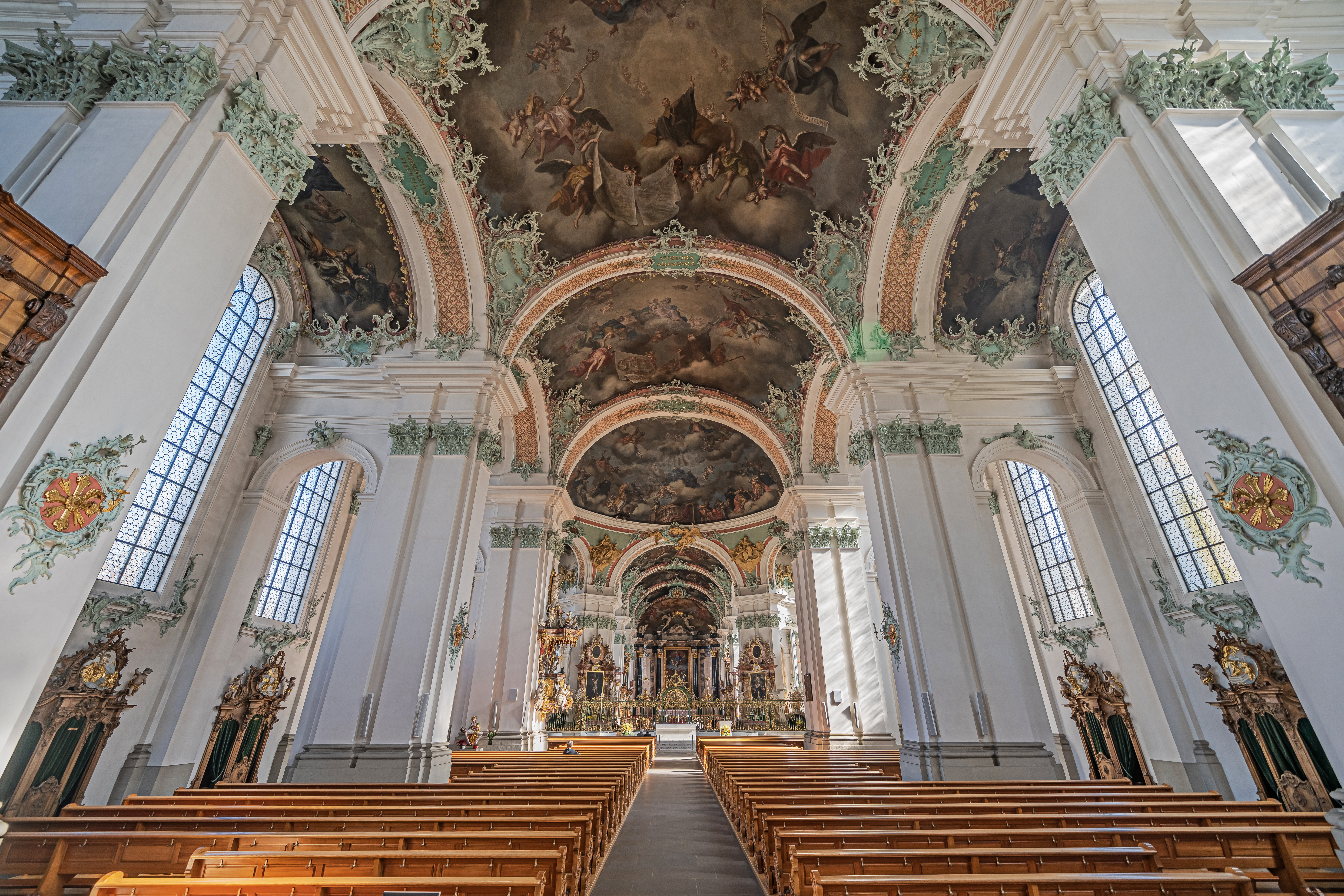
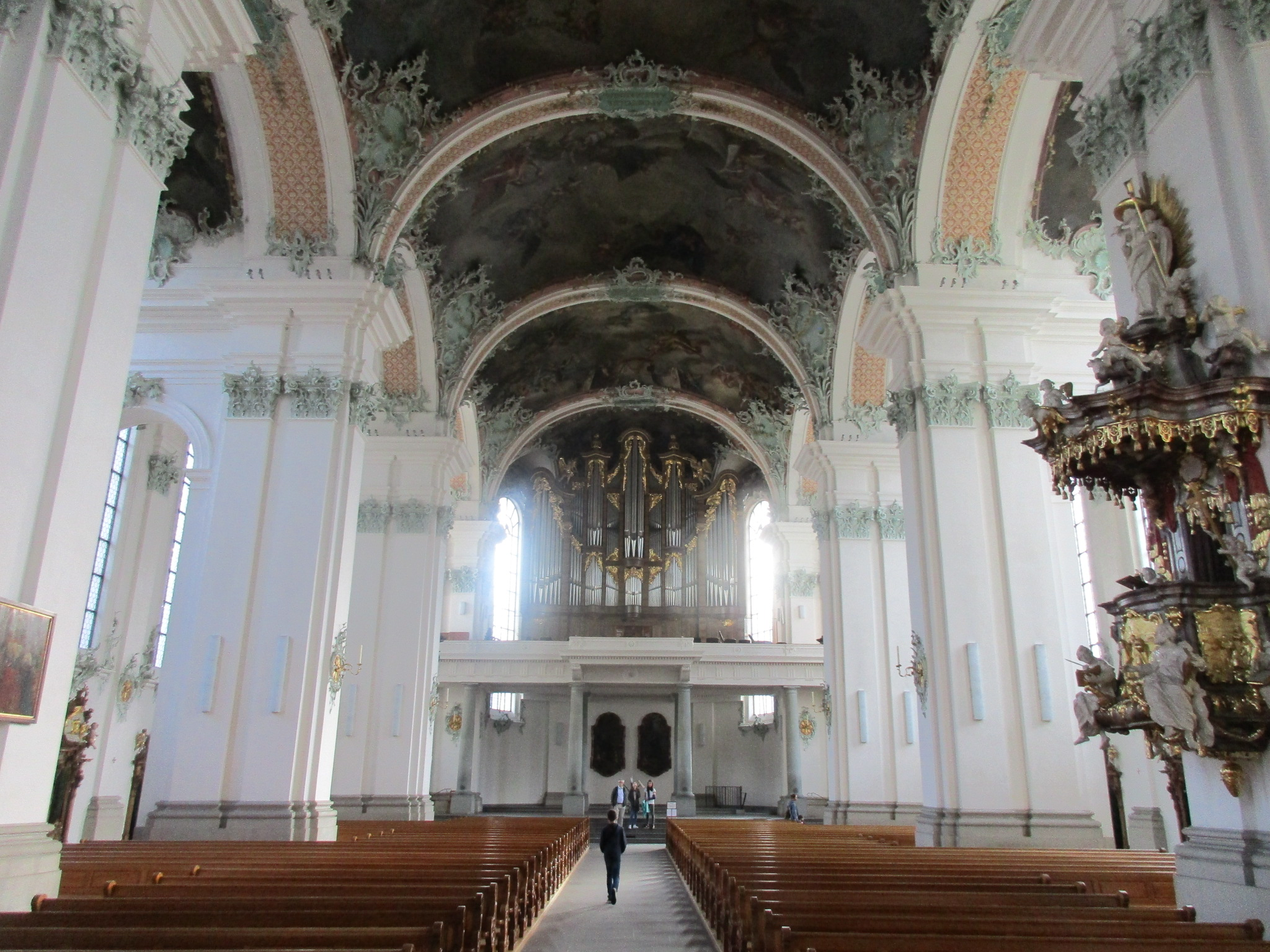
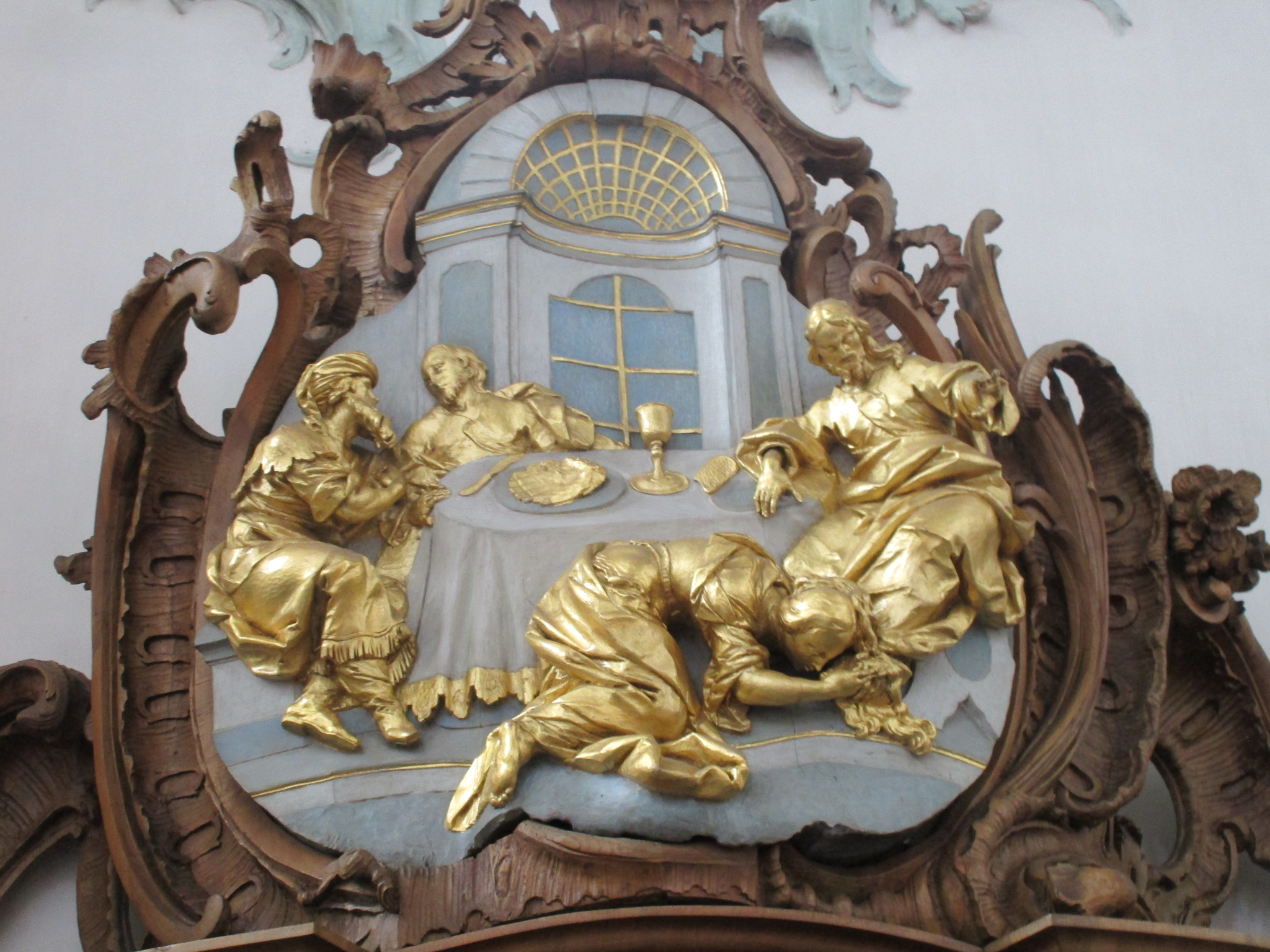
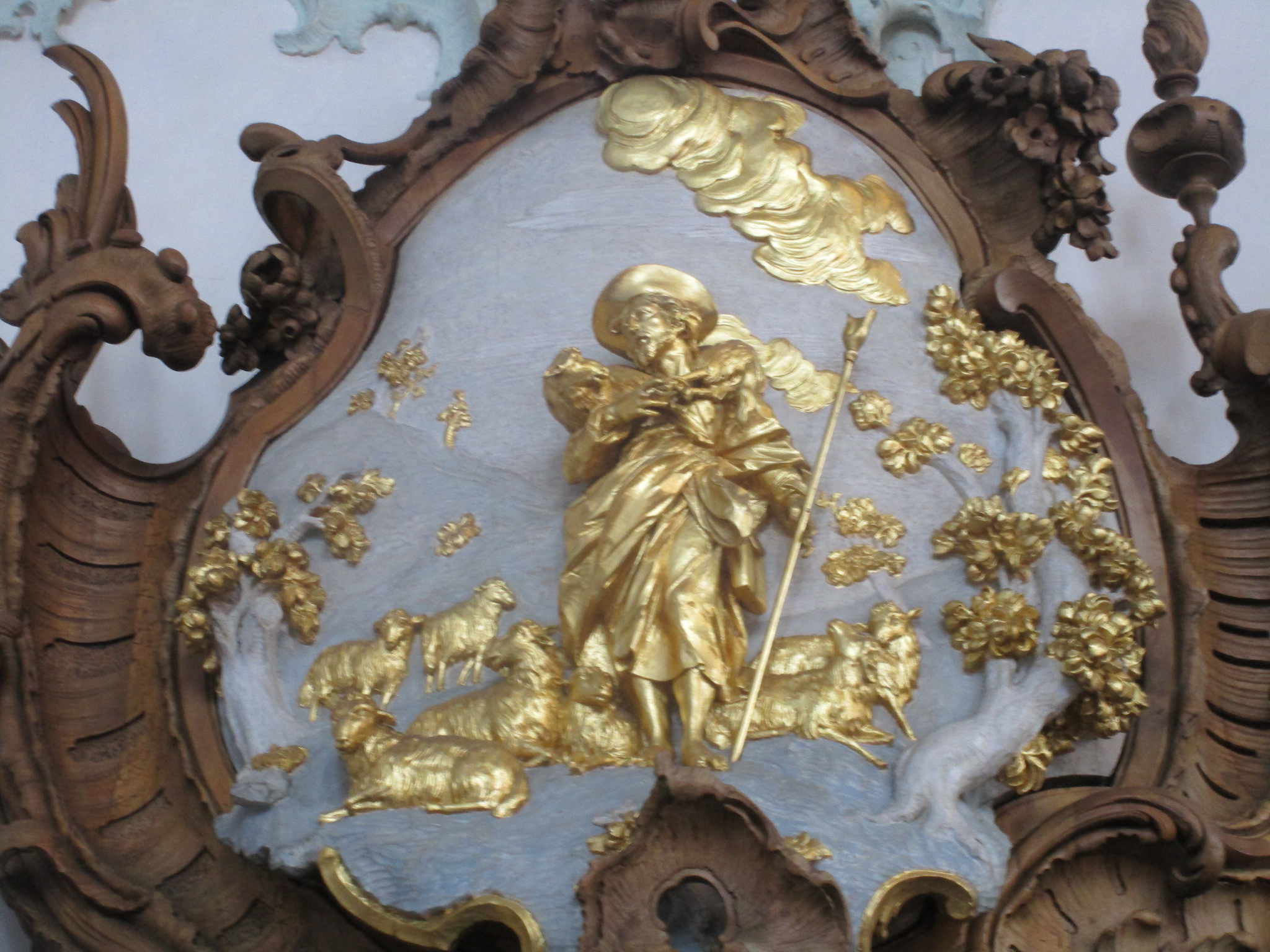
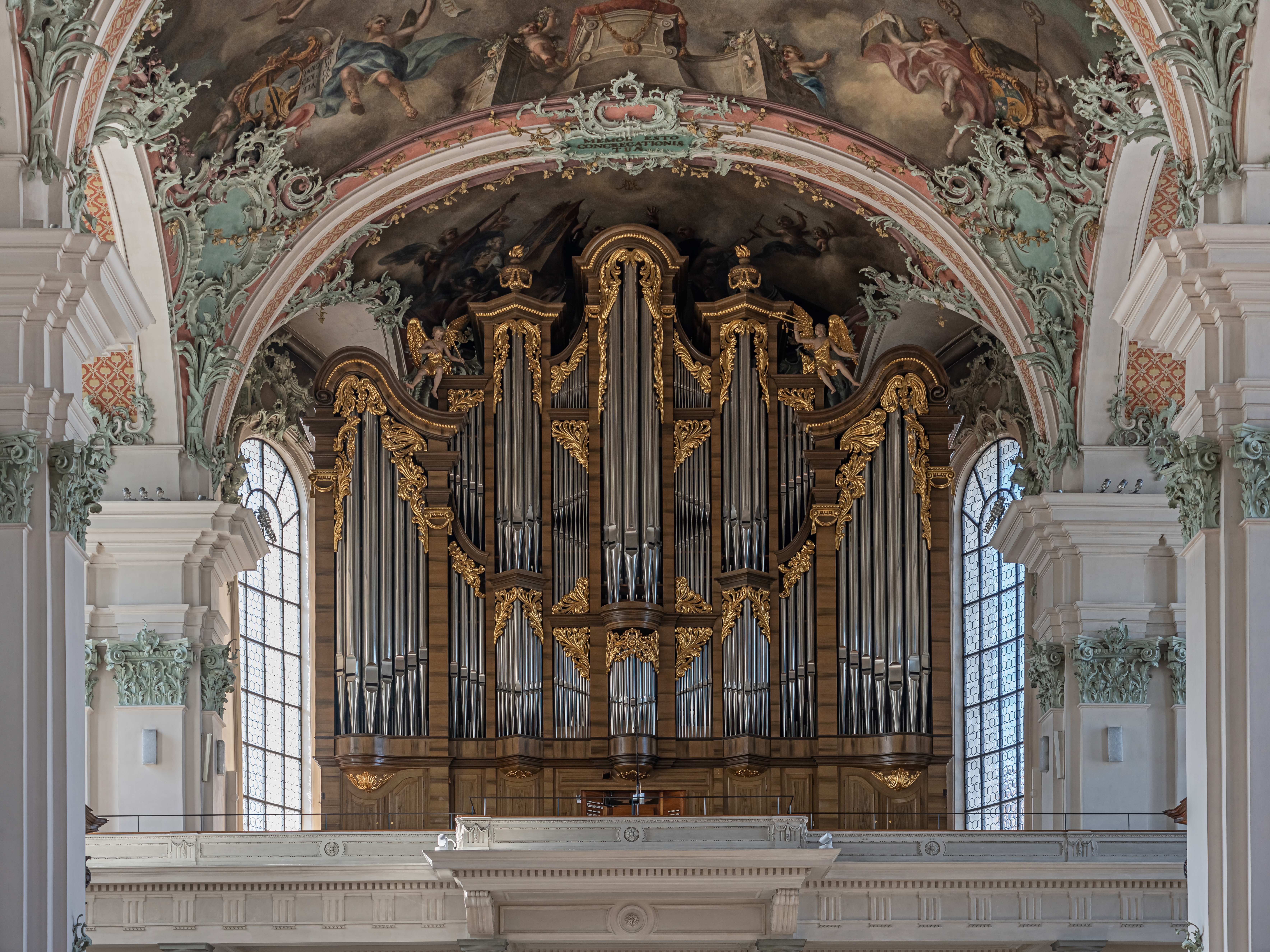

À la suite de la dissolution de l'ancienne principauté abbatiale de Saint-Gall en 1805, des modifications mineures sont réalisés à l'intérieur de l'église. En 1824, des dommages structuraux rendent nécessaire de nouveaux travaux de rénovation ; à cette occasion, l'artiste Antonio Moretto réalise plusieurs peintures de plafond. Par la suite, des travaux sont encore effectués de 1841 à 1845 (façade Est), de 1866 à 1867 (rénovation intérieure complète) et de 1928 à 1938 (rénovation extérieure complète). La dernière rénovation majeure date de 2000 à 2003.

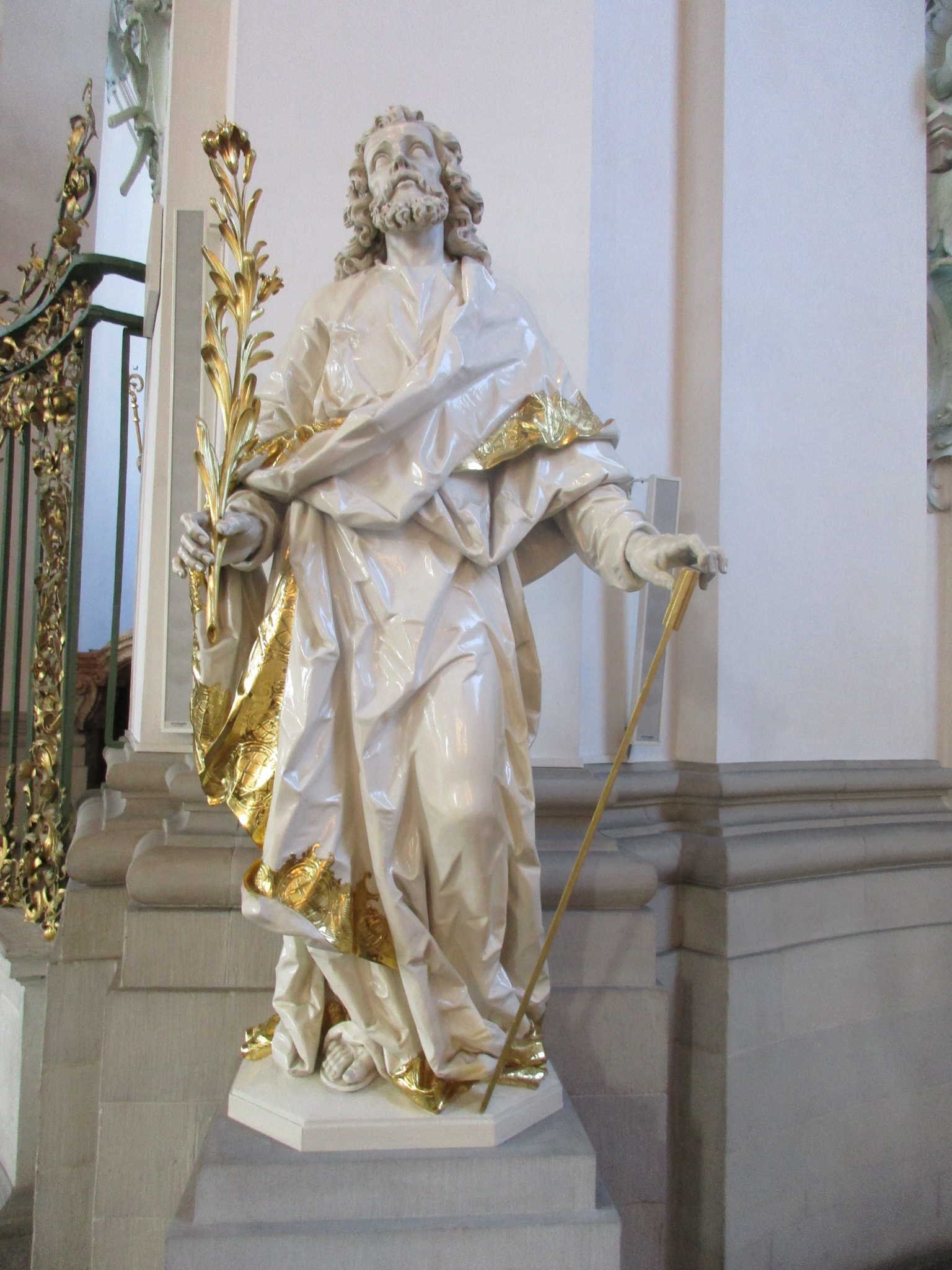
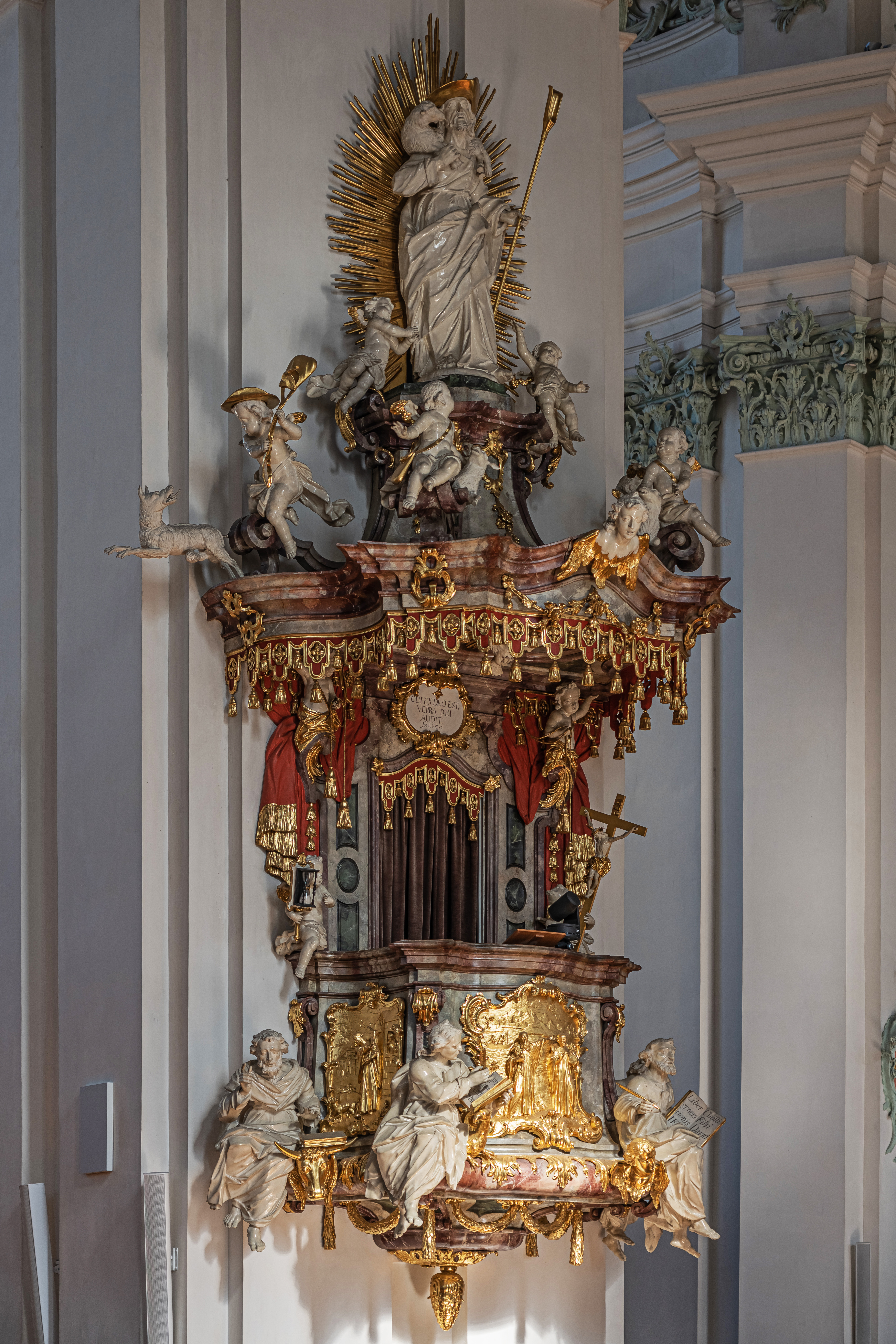
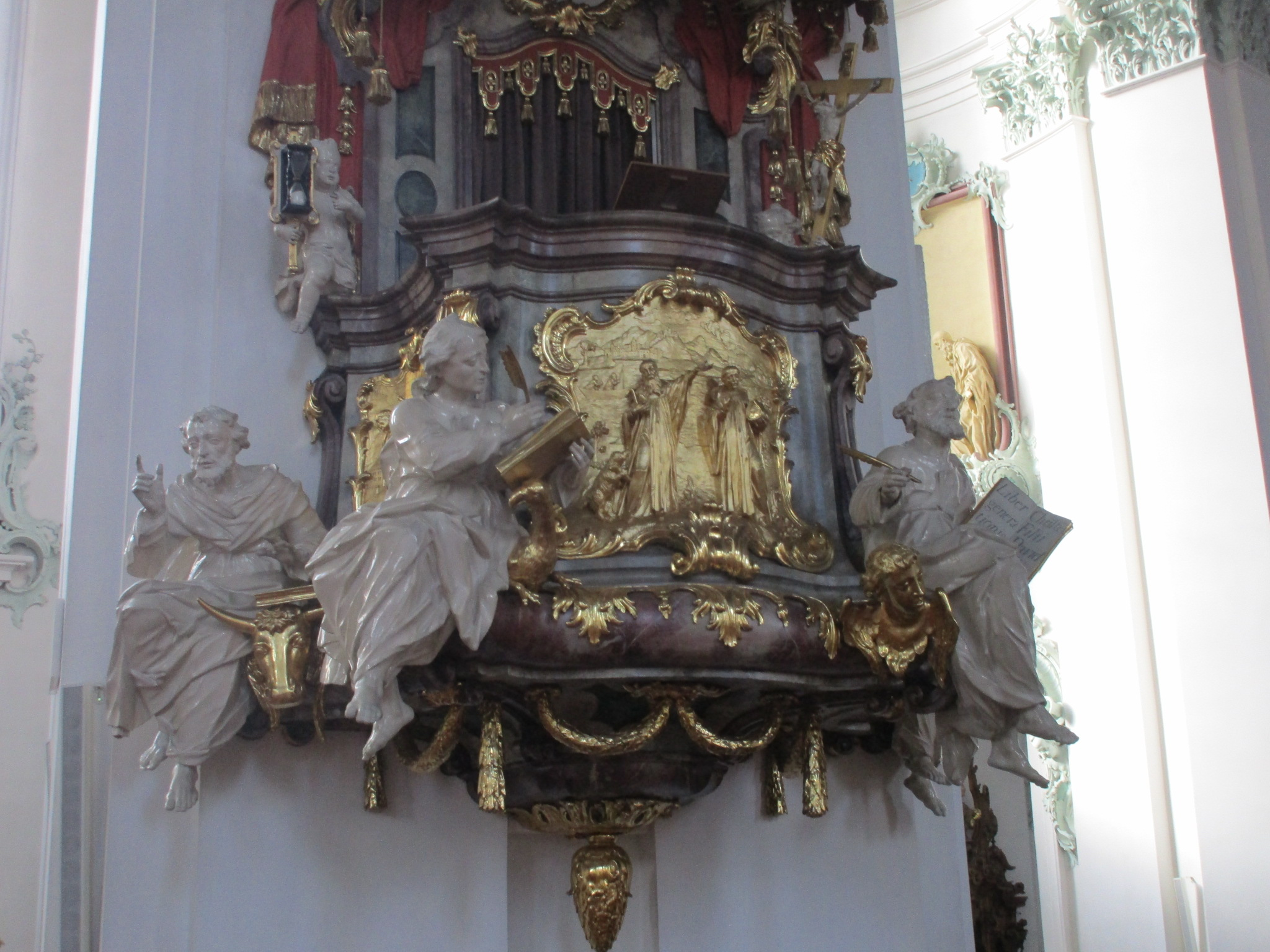
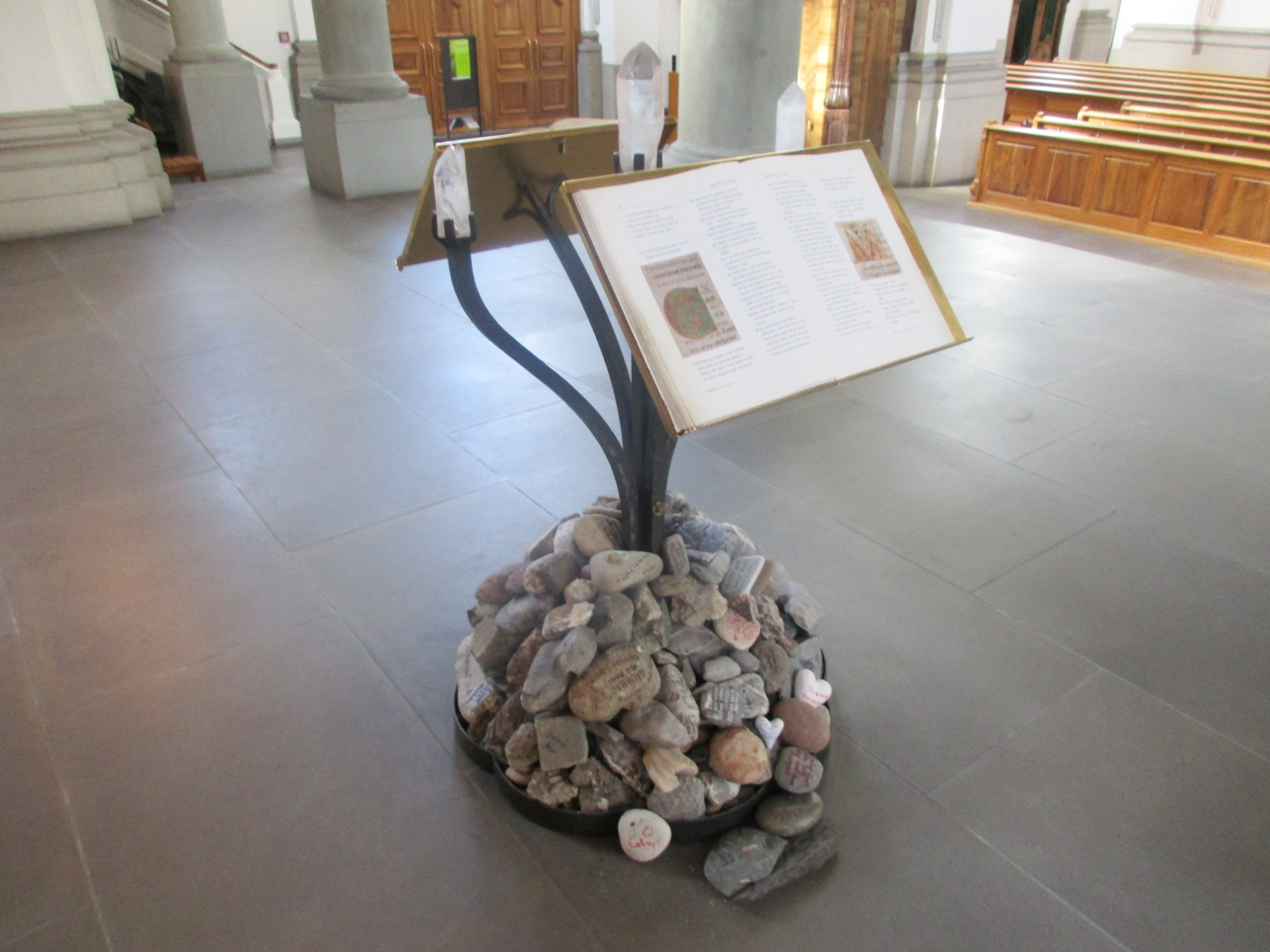
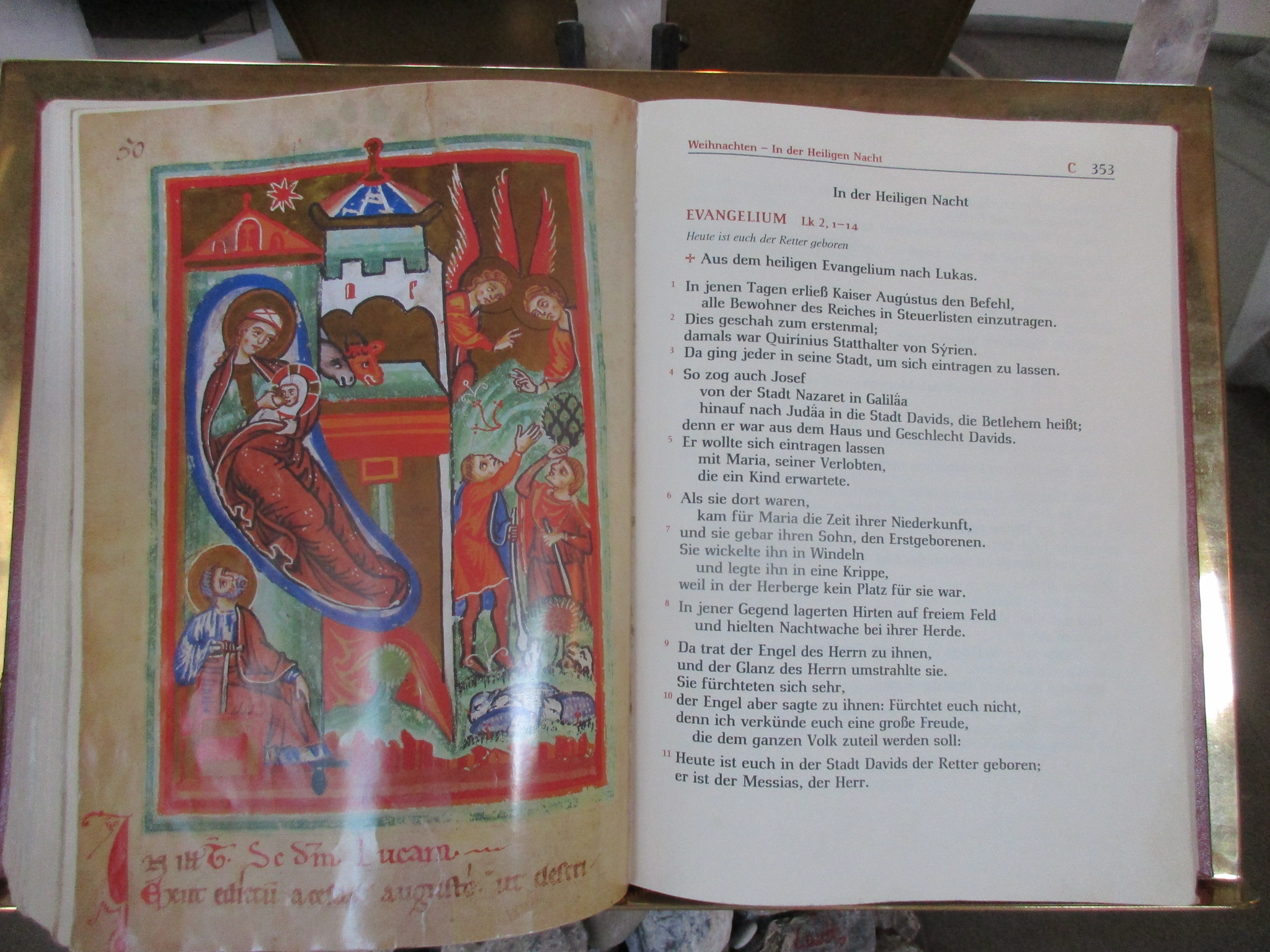
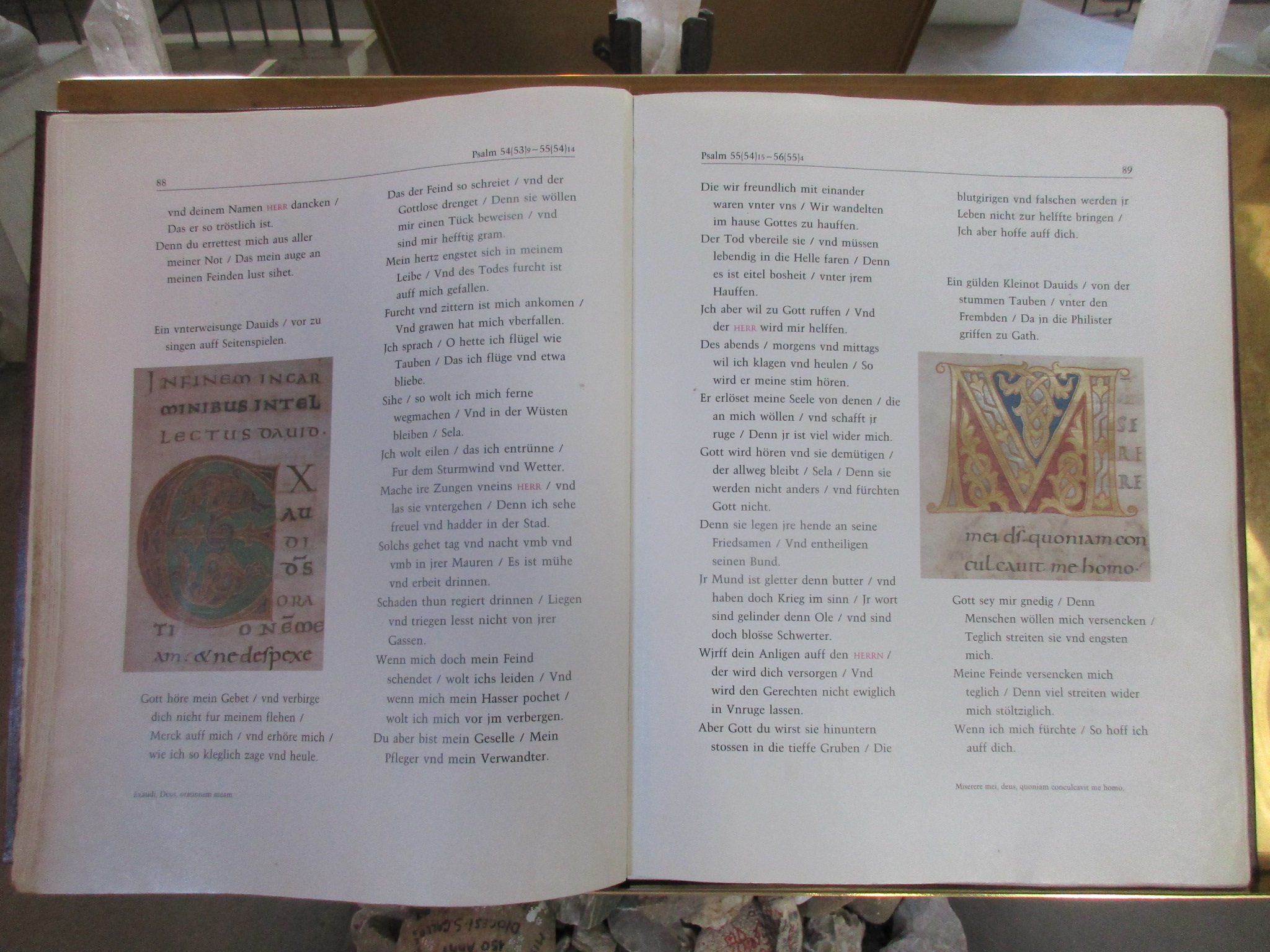

## Architecture
L'abbatiale est l'un des derniers édifices religieux monumentaux de la fin de la période baroque tardif rococo. Construite sur une structure symétrique à double abside, d'environ 90 m de long, avec une rotonde au centre, et 17 autels, elle est décorée en style rococo. Les deux tours de la façade est mesurent 68 m de haut. La façade latérale est de style néo-classique, avec quatre statues qui marquent l'entrée principale sur la rotonde côté nord.

## Sources
- (de) Cet article est partiellement ou en totalité issu de l’article de Wikipédia en allemand intitulé « Stiftskirche St. Gallen » (voir la liste des auteurs).